# دينيس لاسدون
السير دينيس لويس لاسدون (بالإنجليزية: Denys Lasdun)‏، CH CBE RA ‏(8 سبتمبر 1914، كنسينغتون، لندن - 11 يناير 2001، فولهام، لندن) كان مهندسا معماريا إنجليزي بارز. ربما كان أفضل أعماله المعروفة هو المسرح الوطني الملكي، في ساوث بانك أوف التايمز بلندن، وهو مبنى مدرج من الدرجة الثانية، وأحد الأمثلة البارزة للتصميم القاسي في المملكة المتحدة.